# Sulmona
Sulmona é uma comuna italiana da região dos Abruzos, província de Áquila, com cerca de 25 149 habitantes. Estende-se por uma área de 58 km², tendo uma densidade populacional de 434 hab/km². Faz fronteira com Bugnara, Cansano, Caramanico Terme (PE), Introdacqua, Pacentro, Pettorano sul Gizio, Pratola Peligna, Prezza, Salle (PE), Sant'Eufemia a Maiella (PE).

## Demografia
| Variação demográfica do município entre 1861 e 2011                               |
|                                                                                   |
| Fonte: Istituto Nazionale di Statistica (ISTAT) - Elaboração gráfica da Wikipedia |